# Staurastrum monticulosum
Staurastrum monticulosum là một loài Song tinh tảo trong họ Desmidiaceae, thuộc chi Staurastrum.